# باري هاغان
باري هاغان (بالإنجليزية: Barry Hagan)‏ هو راقص على الجليد أمريكي، ولد في 2 أغسطس 1957، وتوفي في 26 سبتمبر 1993 بسبب إيدز.